# Договор Уэбстера — Ашбертона
Договор Уэбстера — Ашбертона (англ. Webster-Ashburton Treaty) — межгосударственный договор между США и Великобританией, подписанный 9 августа 1842 года государственным секретарем США Дэниелем Уэбстером и специальным представителем британского правительства лордом Александром Ашбертоном.
Дэниель Уэбстер был одним из лидеров партии вигов и представлял промышленный Север-Восток страны, заинтересованный в налаживании отношений с Великобританией. Одним из препятствий к этому являлось отсутствие чёткой границы между США и североамериканскими британскими колониями (ныне входящими в состав Канады) на востоке и на дальнем Западе материка, подогревавшее деятельность многочисленных американских экспансионистов. С другой стороны, в это же время к власти в Великобритании пришло правительство Роберта Пиля, также стремившееся решить наболевший вопрос мирным путём. В результате 4 апреля 1842 года в США прибыл специальный уполномоченный Лондона лорд Ашбертон. В результате четырёхмесячных переговоров стороны подписали договор, в результате которого была установлена чёткая граница между США и Канадой в районе Атлантического побережья (что помогло снизить напряжённость в регионе и устранить угрозу вооружённого конфликта). Кроме того, договор обеспечивал сотрудничество двух стран в сфере пресечения вывоза рабов из Африки путём морского патрулирования её берегов (что рассматривалось как уступка требованиям британской стороны) и предусматривал взаимную выдачу преступников.